# 護 (エンジン)
護(まもり)は、第二次世界大戦期に中島飛行機が開発・製造した航空機用空冷星型エンジン。

## 概要
1930年代後期に中島飛行機が開発を始めた航空機用大出力エンジン。
開発中にもかかわらず中島側の強い希望で天山や深山に搭載したものの、所定の出力が出なかった上、振動が大きく、信頼性に欠けて故障が続出したため、わずか200基で生産中止となった。
排気量は約 44.9 リットル (2,740 in 2 ) で、これは世界でも最大排気量の 14 気筒星型エンジンの 1 つであり、同様の構成のアメリカの 42.7 リットル (2,600 in 2 )ライト R-2600 ツインサイクロンエンジンや、同排気量のソ連の 41.2 リットル (2,515 in 2 )シュベツォフ ASh-82エンジンに匹敵し、53.6 リットルのブリストル セントーラスのような初期の 18 気筒エンジンと競合することになっていた。
発展型として18気筒の「護改/ハ46」の計画もあったが、6基が製造されただけで中止となった。

## 主要諸元
- タイプ：空冷二重星型14気筒
- ボア（内径）×ストローク（行程）：155 mm×170 mm
- 排気量：44.9 L
- 全長：1,816 mm
- 全幅：1,390 mm
- 乾燥重量：905 kg
- 燃料供給方式：キャブレター式
- 圧縮比：6.5
- 過給機：遠心式スーパーチャージャー1段2速
- 離昇馬力　 
  - 1,870 HP / 2,600 rpm
- 公称馬力　 
  - 一速全開 1,750 HP / 2,500 rpm (高度1,400 m)
  - 二速全開 1,600 HP / 2,500 prm (高度4,900 m)

## 主な搭載機
- 天山
- 深山